# Synagoga Tzuf Dwasz w Jerozolimie
Synagoga Tzuf Dwasz w Jerozolimie, zwana Zachodnią (hebr. בית הכנסת צוף דבש) – sefardyjska synagoga znajdująca się w Dzielnicy Żydowskiej Starego Miasta w Jerozolimie, przy ulicy Plugat HaKotel 15.
Synagoga została zbudowana w 1860 roku. Powodem tego był rozłam we wspólnocie sefardyjskiej Jerozolimy, jakiej dokonali Żydzi pochodzący z krajów Maghrebu. Synagoga otrzymała nazwę ku czci rabina Davida ben Shimona (akronim D-b-Sz z hebr. דבש), który przybył do Izraela z Maroka w 1854 roku.
Podczas I wojny izraelsko-arabskiej w 1948 roku budynek synagogi znajdował się na ziemi niczyjej pomiędzy posterunkami jordańskimi a izraelskimi. Budowla została splądrowana. W 1980 roku ponownie otwarto synagogę. W budynku mieści się także jesziwa.